# Sruni (Klakah)
Sruni is een bestuurslaag in het regentschap Lumajang van de provincie Oost-Java, Indonesië. Sruni telt 2665 inwoners (volkstelling 2010).